# 7905 Juzoitami

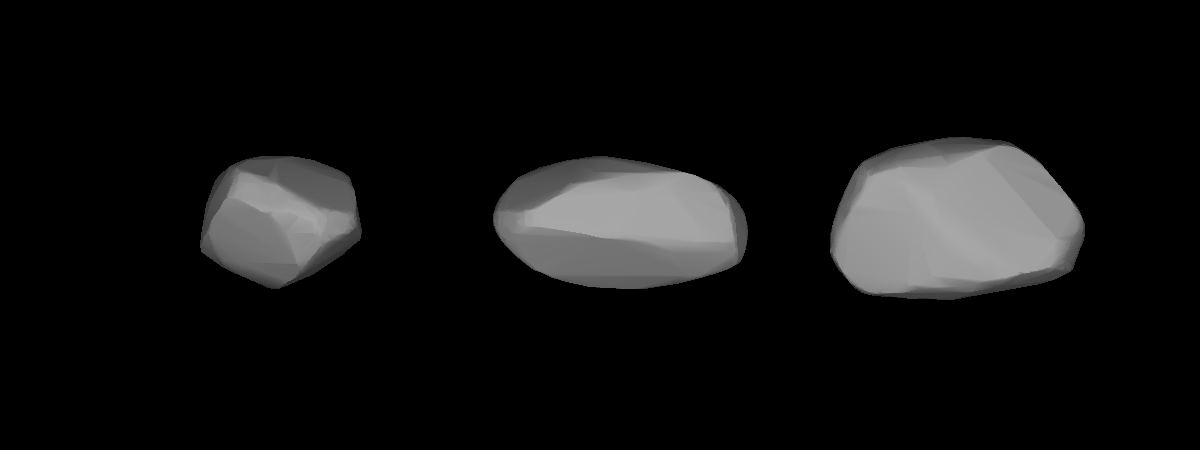
7905 Juzoitami

7905 Juzoitami eller 1997 OX är en asteroid i huvudbältet som upptäcktes den 24 juli 1997 av den japanska astronomen Akimasa Nakamura vid Kuma Kogen-observatoriet. Den är uppkallad efter den japanske skådespelaren och regissören Juzo Itami.
Den tillhör asteroidgruppen Eos.